# Lista flag Polski

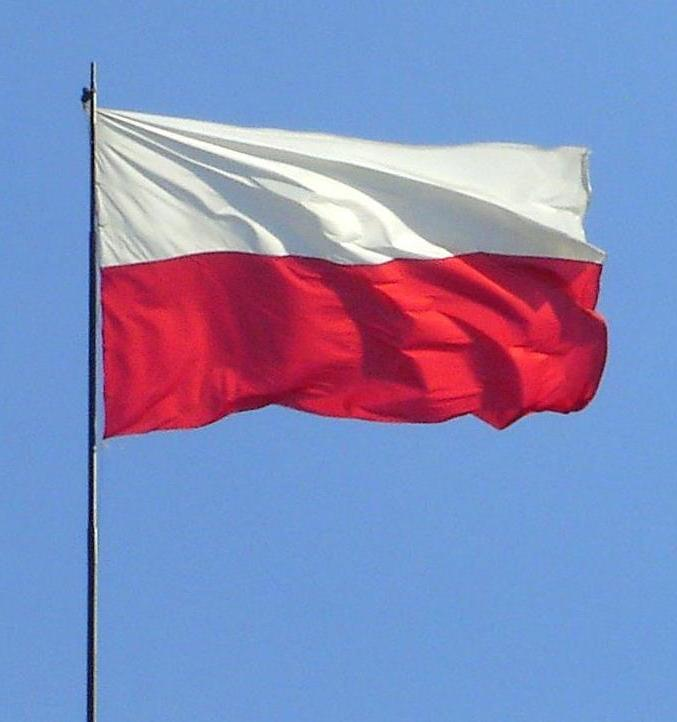
Flaga Polski

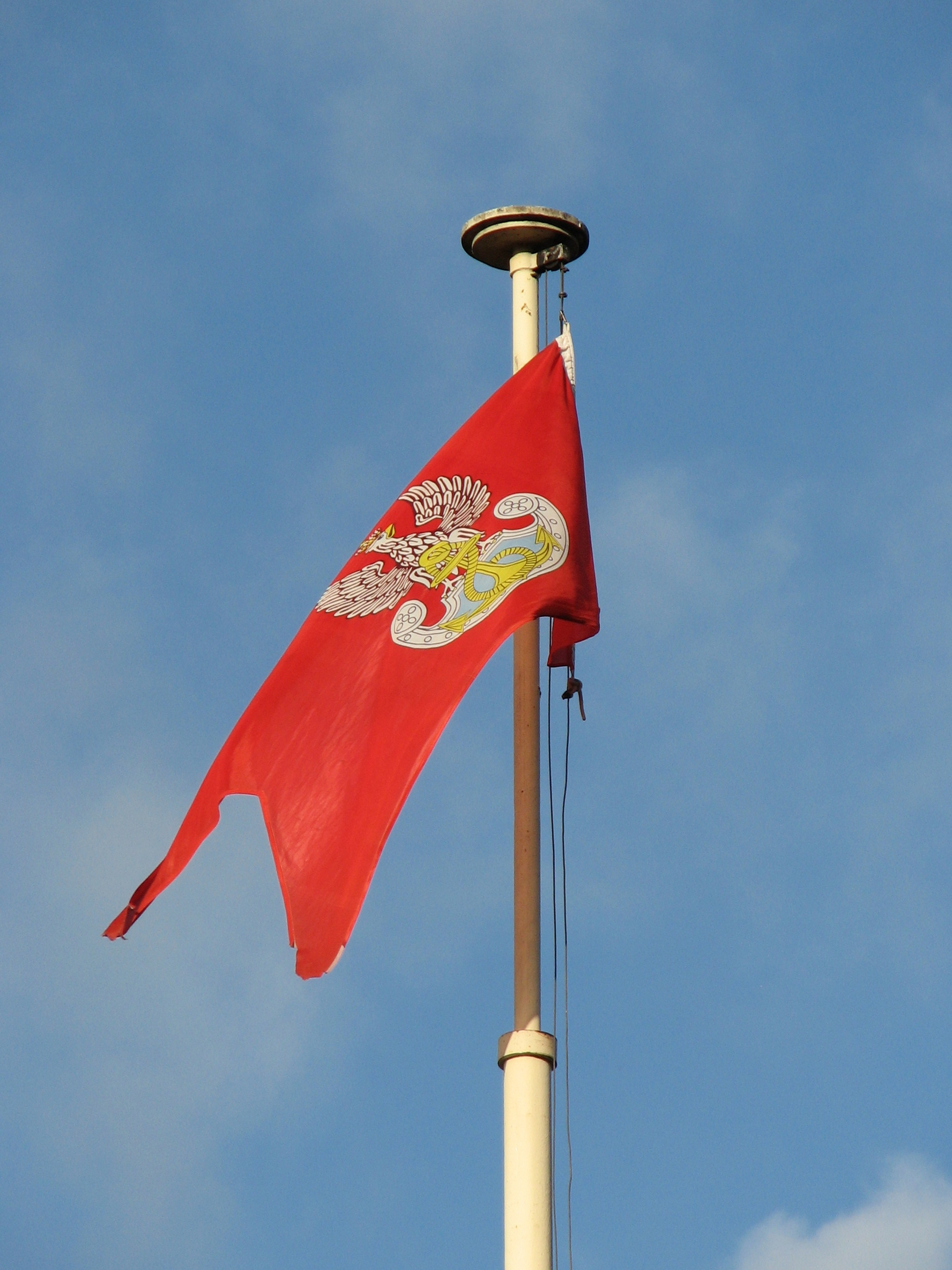
Flaga Marynarki Wojennej

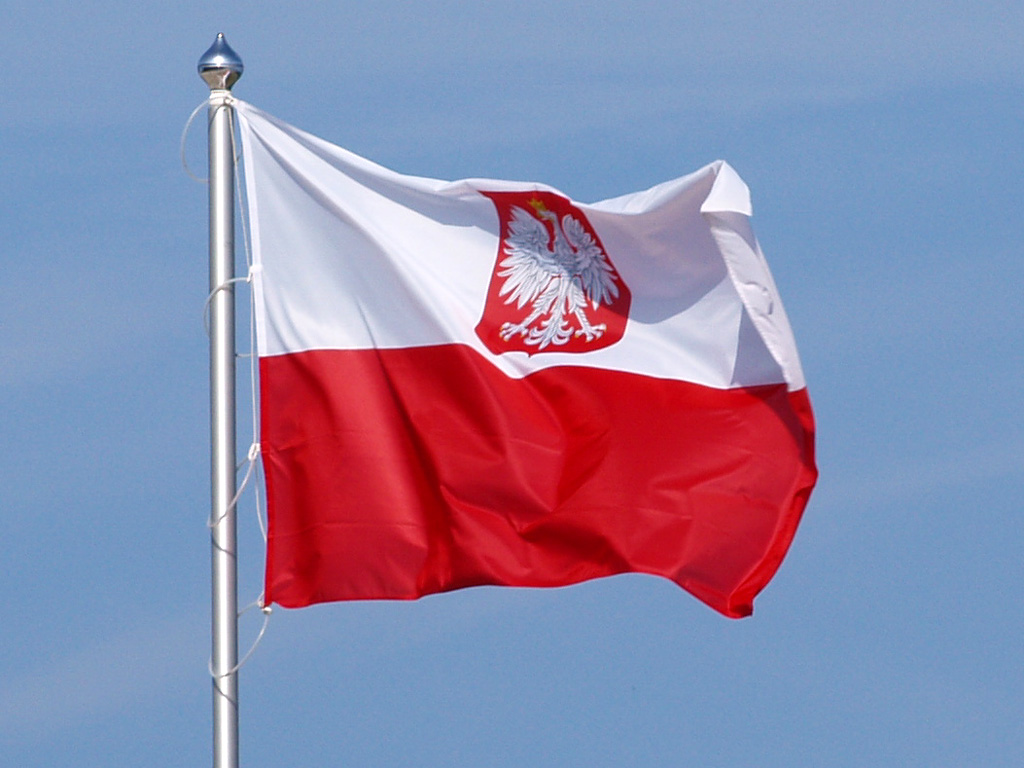
Flaga Polski z Godłem

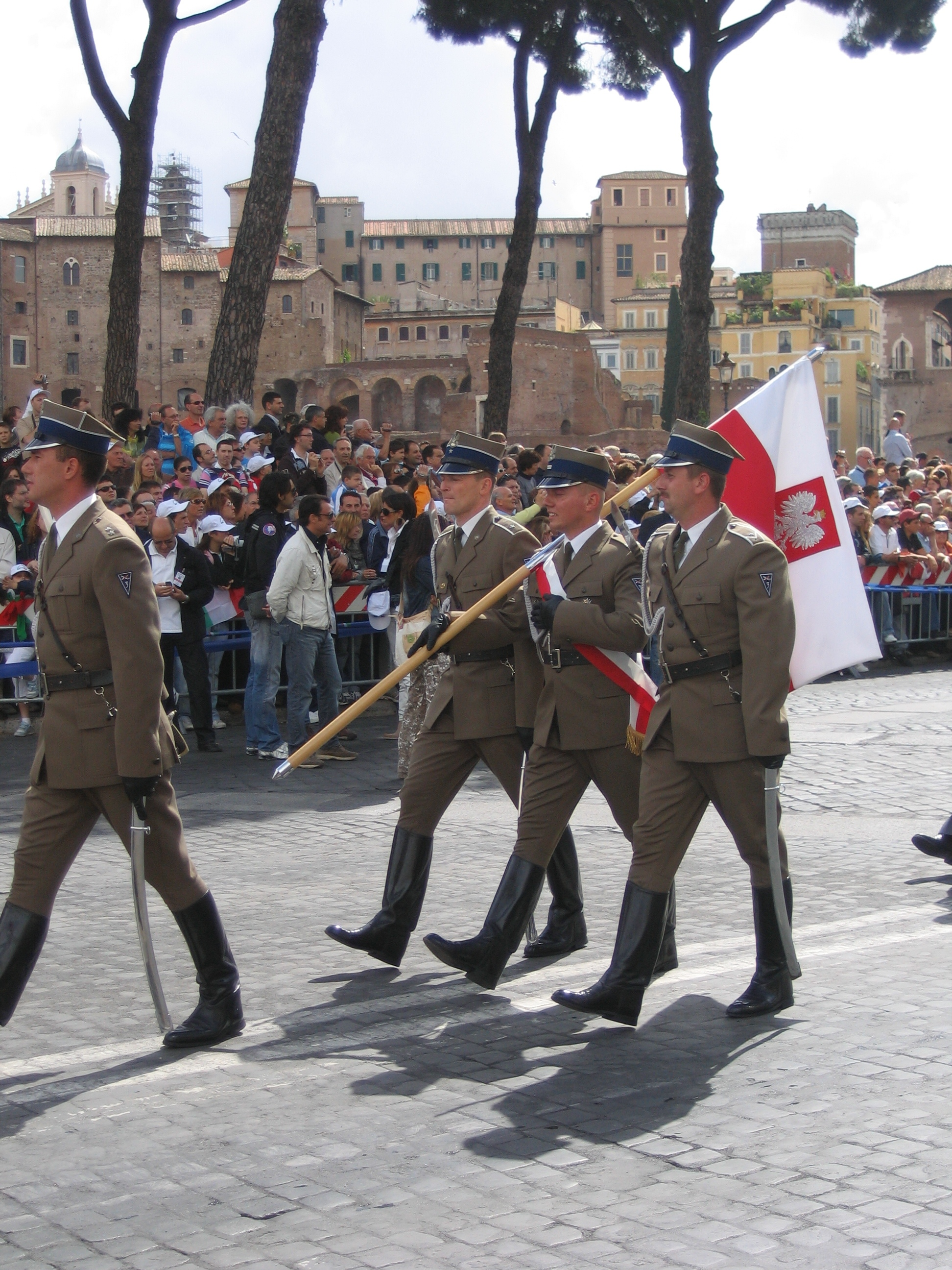
Polscy żołnierze w strojach galowych na paradzie z okazji Dnia Republiki we Włoszech

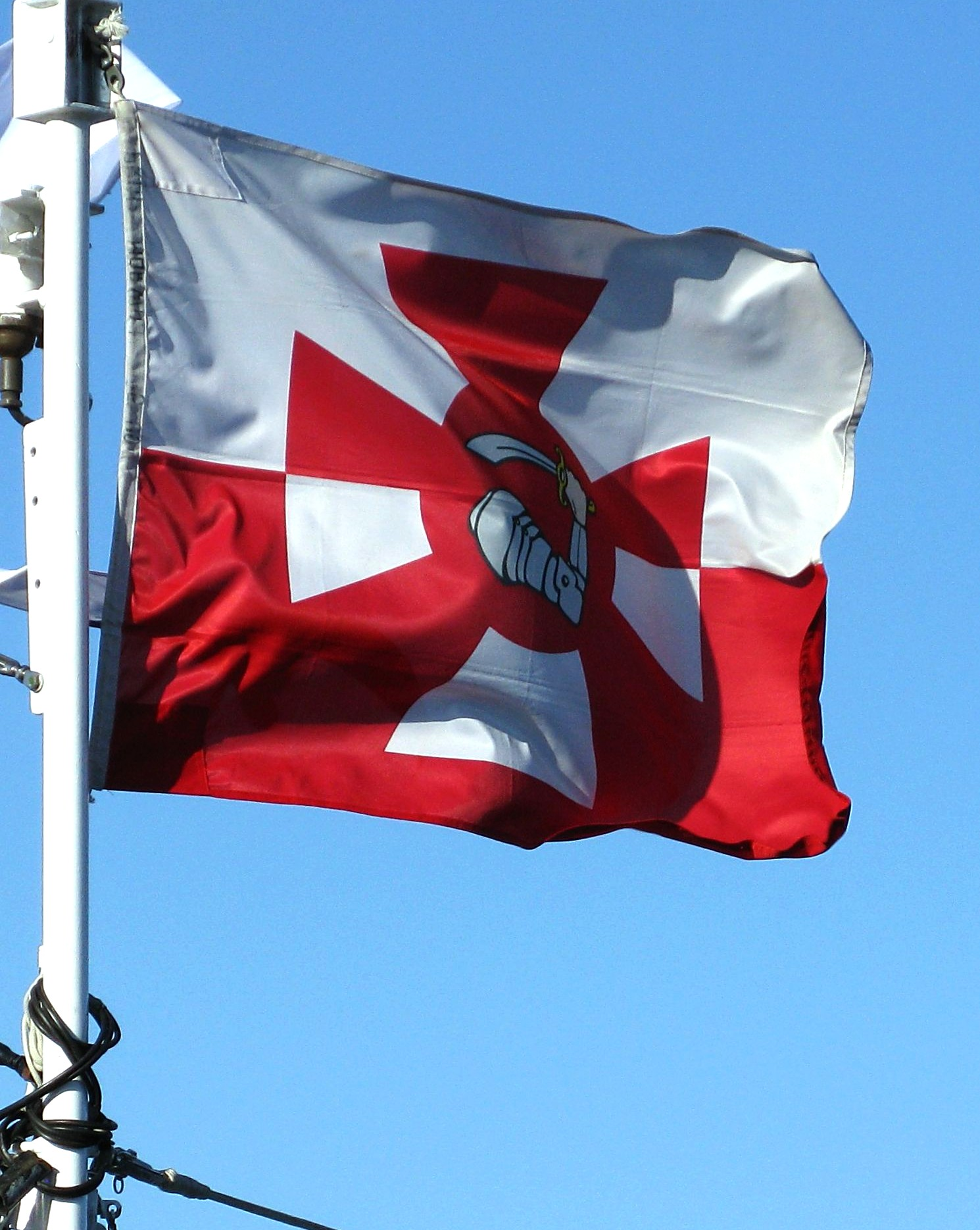
Proporzec Marynarki Wojennej

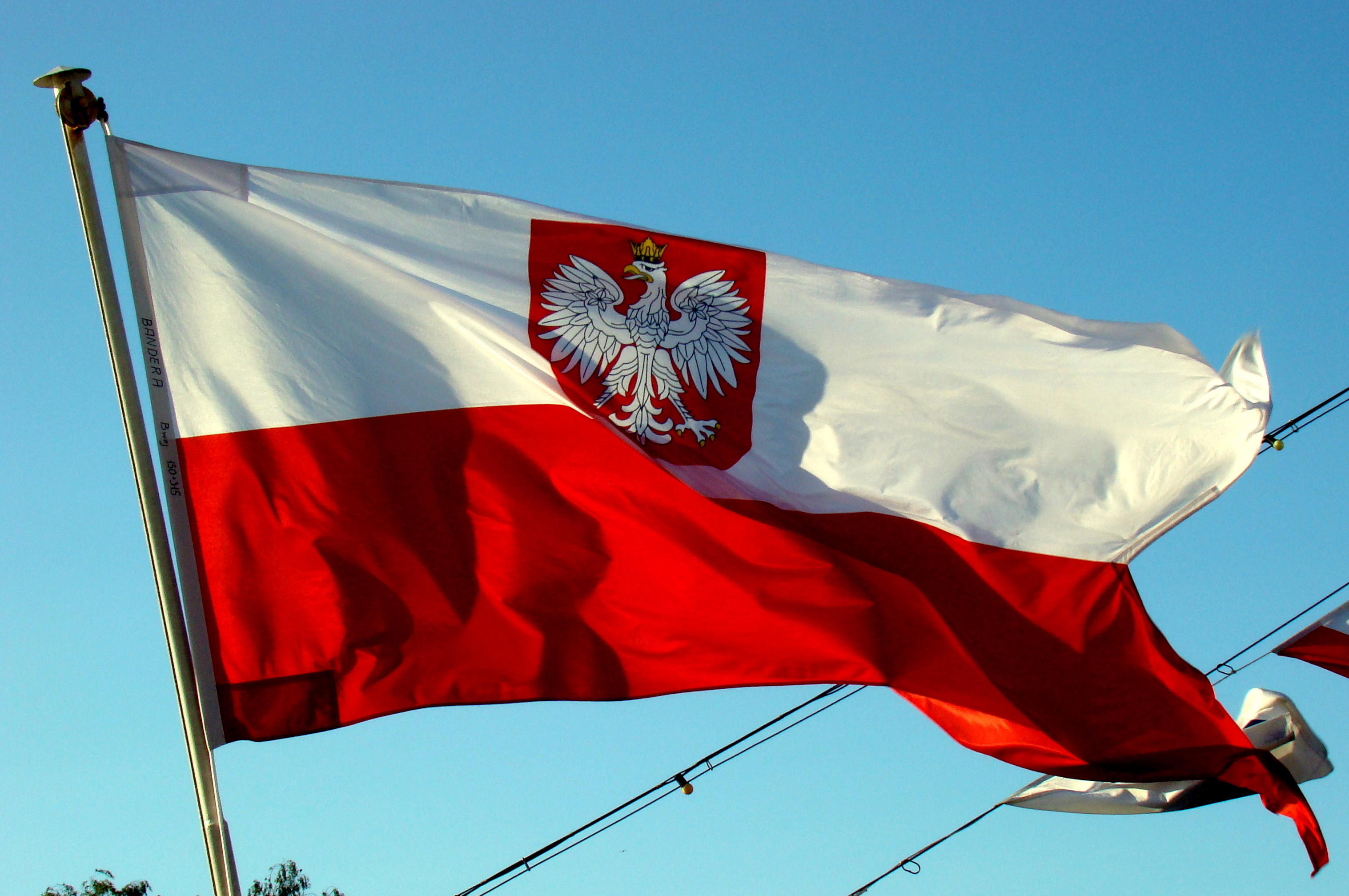
Bandera Marynarki Wojennej

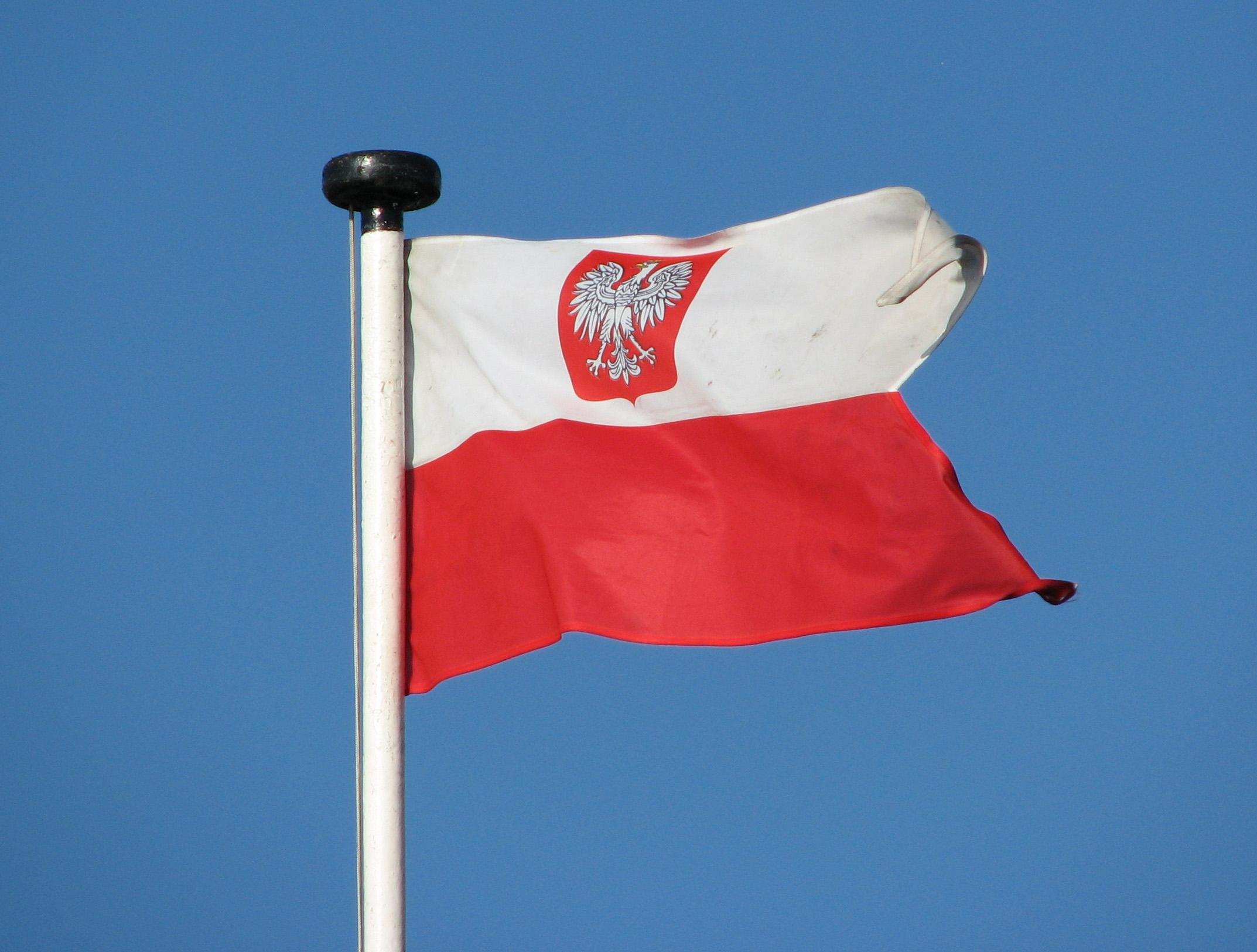
Bandera wojenna

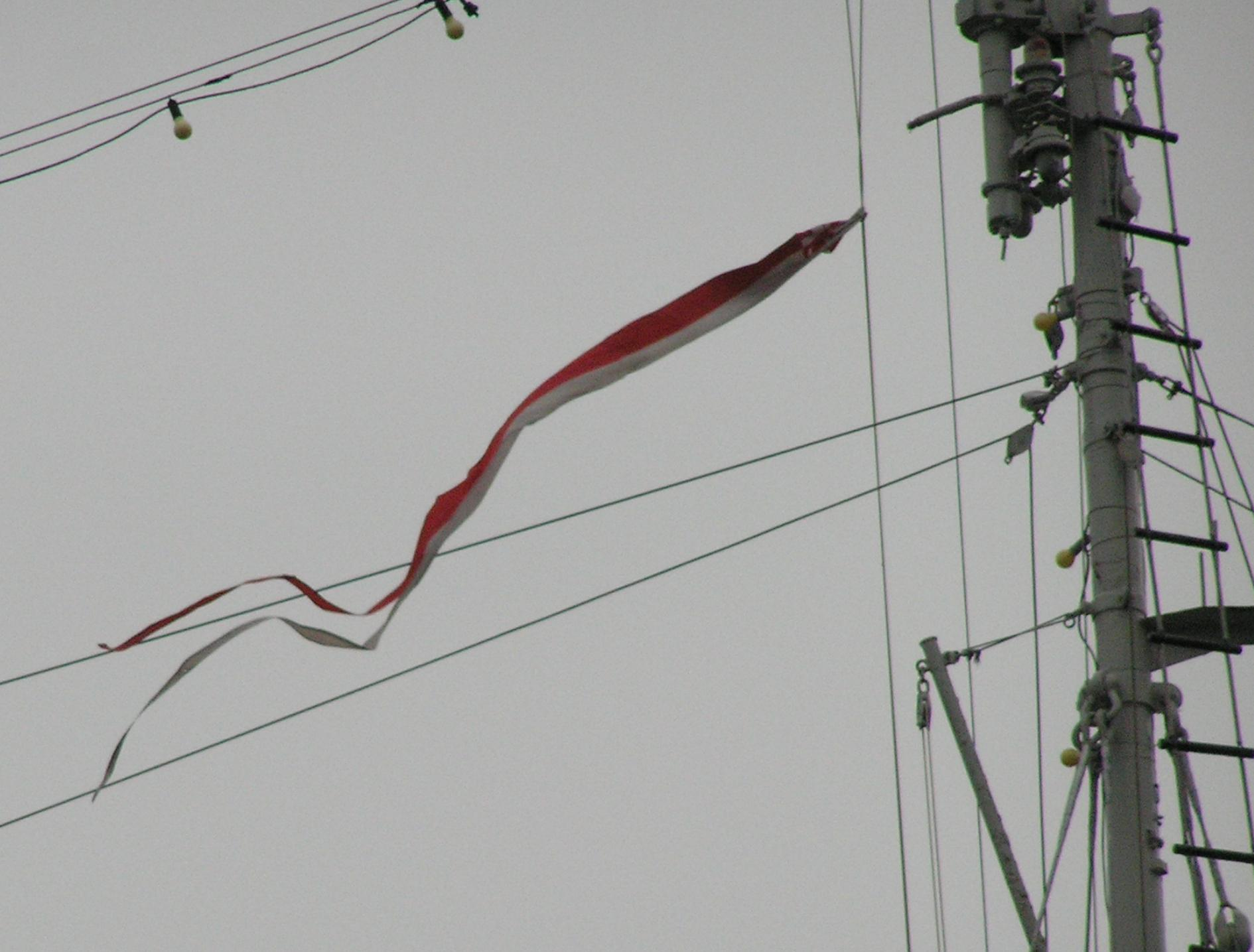
Znak dowódcy okrętu

Lista flag Polski, w rozumieniu obowiązujących przepisów prawa polskiego, jak i poprzez poszczególne zarządzenia ministrów.

## Urzędowe zmiany koloru czerwonego na flagach Polski

### 1831
Uchwała sejmowa z 1831 roku nie precyzowała jaki odcień czerwieni ma być używany na nowo ustanowionej fladze.

### 1919, 1921
Uchwała Sejmu z roku 1919 także nie precyzowała tej kwestii. Dopiero w 1921 roku ukazała się wydana przez Ministerstwo Spraw Wojskowych, opracowana przez Stanisława Łozę broszura pt. Godło i barwy Rzeczypospolitej Polskiej z wizualną prezentacją znaków Państwa Polskiego. Czerwień na fladze narodowej w załączniku miała odcień karmazynu.
Karmazynowy odcień czerwieni (określany także jako szkarłat albo karmin) można uznać za najbardziej polski spośród wszystkich barw używanych na flagach państwowych na przestrzeni wieków. W życiu publicznym używany był głównie przez magnaterię, często nazywaną „karmazynową szlachtą”.
W XVIII wieku za barwy narodowe zaczęto uważać karmazynowo-granatowe, które jednak nie były używane w formie flagi.
Kolory te pojawiały się na mundurach wojskowych i wojewódzkich. Używała ich konfederacja barska (1768–1772).

W urzędowej broszurze z 1921 roku ze wzorami wszystkich używanych wtedy flag i bander, czerwień miała właśnie odcień karmazynowy.

### 1927, 1955
Rozporządzeniem Prezydenta Rzeczypospolitej Polskiej z dnia 13 grudnia 1927 roku odcień czerwieni został zmieniony na cynober. Nowe rozporządzenie weszło w życie z dniem 28 marca 1928 roku. W nowym rozporządzeniu warunkowo zezwolono jednak na użytkowanie dotychczasowych flag do dnia 28 marca 1930 roku.

Na mocy rządowego dekretu o godle i barwach z 7 grudnia 1955 utrzymany został cynober.

### Od 1980
W styczniu 1980 postanowiono wprowadzić nowy odcień czerwieni, który opisany został przy pomocy przestrzeni barw CIELUV.

(...) w styczniu 1980 wprowadzono nowy, używany do dziś odcień czerwieni. Określono go (...) za pomocą współrzędnych trójchromatycznych barw x (0,570), y (0,305), ich składowej Y (16,0) oraz dopuszczalnej różnicy barwy E (8,0) w przestrzeni barw CIE:1976 (L * u * v *) ustalonej według wzoru CIELUV przy iluminacji C i geometrii pomiarowej d / 0.

## Flagi narodowe
| Wygląd                                   | Nazwa                                    | Konstrukcja | Użycie |
| ---------------------------------------- | ---------------------------------------- | --- | --- |
| Flaga Rzeczypospolitej Polskiej          | Flaga Rzeczypospolitej Polskiej          | Prostokątny płat tkaniny o barwach Rzeczypospolitej Polskiej. Barwami Rzeczypospolitej Polskiej są kolory biały i czerwony, ułożone w dwóch poziomych, równoległych pasach tej samej szerokości, z których górny jest koloru białego, a dolny koloru czerwonego (przy umieszczaniu barw Rzeczypospolitej Polskiej w układzie pionowym kolor biały umieszcza się po lewej stronie płaszczyzny oglądanej z przodu). Stosunek: 5:8 | Każdy ma prawo używać barw Rzeczypospolitej Polskiej, w szczególności w celu podkreślenia znaczenia uroczystości, świąt lub innych wydarzeń; bandera śródlądowego transportu wodnego. |
| Flaga z godłem Rzeczypospolitej Polskiej | Flaga z godłem Rzeczypospolitej Polskiej | prostokątny płat tkaniny o barwach Rzeczypospolitej Polskiej, z umieszczonym pośrodku białego pasa godłem Rzeczypospolitej Polskiej. Stosunek: 5:8 | Przedstawicielstwa dyplomatyczne, urzędy konsularne oraz inne oficjalne przedstawicielstwa i misje za granicą, a także kierownicy tych przedstawicielstw, urzędów i misji; cywilne lotniska i lądowiska; cywilne samoloty komunikacyjne podczas lotów za granicą; kapitanaty (bosmanaty) portów; polskie statki morskie jako banderę, zgodnie z obowiązującymi w tym zakresie przepisami szczególnymi. |

## Flagi wojskowe

### Flagi używane przez wszystkie rodzaje sił zbrojnych
Pierwotnie przeznaczone tylko dla użytku Marynarki Wojennej, jednak w roku 2005 na mocy rozporządzenia wydanego przez Ministra Obrony Narodowej stały się dostępne dla wszystkich rodzajów sił zbrojnych. Wznoszone na maszty w celu zaznaczenia obecności i okazania szacunku dla najwyższych osobistości cywilnych i wojskowych: prezydenta RP, który ex officio jest także zwierzchnikiem Narodowych Sił Zbrojnych; Ministra Obrony Narodowej, który kieruje Siłami Zbrojnymi RP w czasie pokoju; Marszałka Polski, jako najwyższego stopniem w Wojsku Polskim; oraz szefa Sztabu Generalnego Wojska Polskiego.
| Wygląd                                          | Nazwa                                           | Konstrukcja | Użycie |
| ----------------------------------------------- | ----------------------------------------------- | --- | --- |
| Proporzec Prezydenta Rzeczypospolitej Polskiej  | Proporzec Prezydenta Rzeczypospolitej Polskiej  | Płat tkaniny barwy czerwonej z wizerunkiem orła ustalonego dla godła Rzeczypospolitej Polskiej umiejscowionym pośrodku płata, w obramowaniu wężyka generalskiego. Stosunek: 5:6 | Flagi Ministra Obrony Narodowej, Marszałka Polski i Szefa Sztabu Generalnego Wojska Polskiego można podnosić na maszt w miejscu ich urzędowania oraz eksponować w gabinecie i w innych pomieszczeniach służbowych. Flagi podnosi się również na okręcie lub jednostce pomocniczej Marynarki Wojennej, na których przebywają te osoby. |
| Flaga MON                                       | Flaga Ministra Obrony Narodowej                 | prostokątny płat tkaniny o barwach Rzeczypospolitej Polskiej, zakończony dwoma trójkątnymi językami na wolnym liku. Pośrodku długości białego pasa, mierzonej od liku przydrzewcowego do wierzchołka wcięcia między językami, jest umieszczone godło Rzeczypospolitej Polskiej. Pośrodku długości czerwonego pasa, pod herbem, jest umieszczona kotwica koloru białego z przeplecioną liną kotwiczną zwiniętą w kształcie litery „S”, skrzyżowana w połowie swojej długości z lufą armatnią koloru żółtego. Stosunek: 5:8 | Flagi Ministra Obrony Narodowej, Marszałka Polski i Szefa Sztabu Generalnego Wojska Polskiego można podnosić na maszt w miejscu ich urzędowania oraz eksponować w gabinecie i w innych pomieszczeniach służbowych. Flagi podnosi się również na okręcie lub jednostce pomocniczej Marynarki Wojennej, na których przebywają te osoby. |
| Flaga Marszałka Polski                          | Flaga Marszałka Polski                          | Prostokątny płat tkaniny barwy czerwonej, obramowany dookoła dwiema wstęgami białymi, między którymi jest umieszczona wstęga czerwona. Pośrodku płata jest umieszczony wizerunek orła Marszałka Polski. Stosunek: 5:6 | Flagi Ministra Obrony Narodowej, Marszałka Polski i Szefa Sztabu Generalnego Wojska Polskiego można podnosić na maszt w miejscu ich urzędowania oraz eksponować w gabinecie i w innych pomieszczeniach służbowych. Flagi podnosi się również na okręcie lub jednostce pomocniczej Marynarki Wojennej, na których przebywają te osoby. |
| Flaga Szefa Sztabu Generalnego Wojska Polskiego | Flaga szefa Sztabu Generalnego Wojska Polskiego | Prostokątny płat tkaniny barwy czerwonej, obramowany dookoła dwiema wstęgami białymi, między którymi jest umieszczona wstęga czerwona. Pośrodku płata jest umieszczony wizerunek orła generałów. Stosunek: 5:6 | Flagi Ministra Obrony Narodowej, Marszałka Polski i Szefa Sztabu Generalnego Wojska Polskiego można podnosić na maszt w miejscu ich urzędowania oraz eksponować w gabinecie i w innych pomieszczeniach służbowych. Flagi podnosi się również na okręcie lub jednostce pomocniczej Marynarki Wojennej, na których przebywają te osoby. |

### Wojska Lądowe
| Wygląd             | Nazwa                | Konstrukcja | Użycie |
| ------------------ | -------------------- | --- | --- |
| Flaga Sił Lądowych | Flaga Wojsk Lądowych | Prostokątny płat tkaniny czerwonej o barwie Rzeczypospolitej Polskiej, zakończony dwoma trójkątnymi językami na wolnym liku. Pośrodku płata flagi jest umieszczony wizerunek Orła Wojsk Lądowych. Stosunek: 10:21 | Flaga Wojsk Lądowych Rzeczypospolitej Polskiej jest ich znakiem honorowym, podnoszonym w rejonach stacjonowania jednostek wojskowych. Uroczyste podniesienie flagi ma miejsce podczas wojskowych świąt; wizyt wysokich władz cywilnych, wojskowych lub przedstawicieli innych państw. Wznoszona razem z flagami pozostałych rodzajów Sił Zbrojnych w dniu 15 sierpnia, z okazji uroczystości przy Grobie Nieznanego Żołnierza w Warszawie. |

### Flagi dowódców (komendantów, szefów) jednostek organizacyjnych podległych Ministrowi Obrony Narodowej
| Wygląd | Nazwa                                           | Konstrukcja | Użycie |
| ------ | ----------------------------------------------- | --- | --- |
|        | Flaga Dowódcy Garnizonu Warszawa                | Prostokątny płat tkaniny barwy ciemnoniebieskiej nawiązującej do tradycyjnych barw piechoty, które zostały umieszczone na otokach czapek garnizonowych Dowództwa. Pośrodku płata umieszczona jest odznaka pamiątkowa Dowództwa (herb Warszawy, liście laurowe i skrzyżowane szable). Stosunek: 5:6 | Podnoszone na maszt w miejscu urzędowania dowódców (komendantów, szefów) jednostek organizacyjnych podległych Ministrowi Obrony Narodowej; eksponowane w gabinecie oraz w innych pomieszczeniach służbowych w miejscu urzędowania dowódców (komendantów, szefów) jednostek organizacyjnych podległych Ministrowi Obrony Narodowej; podnoszone na okręcie lub jednostce pomocniczej Marynarki Wojennej, na których przebywają te osoby. |
|        | Flaga Komendanta Głównego Żandarmerii Wojskowej | Prostokątny płat tkaniny barwy szkarłatnej – tradycyjnej barwy Żandarmerii Wojskowej. Pośrodku płata umieszczone są złote litery „ŻW” oraz znak karabinierów konnych z czasów powstania listopadowego. Stosunek: 5:6                                                                               | Podnoszone na maszt w miejscu urzędowania dowódców (komendantów, szefów) jednostek organizacyjnych podległych Ministrowi Obrony Narodowej; eksponowane w gabinecie oraz w innych pomieszczeniach służbowych w miejscu urzędowania dowódców (komendantów, szefów) jednostek organizacyjnych podległych Ministrowi Obrony Narodowej; podnoszone na okręcie lub jednostce pomocniczej Marynarki Wojennej, na których przebywają te osoby. |

### Marynarka Wojenna
| Wygląd                                      | Nazwa                                       | Konstrukcja | Użycie |
| ------------------------------------------- | ------------------------------------------- | --- | --- |
| Bandera wojenna                             | Bandera wojenna                             | Prostokątny płat tkaniny o barwach Rzeczypospolitej Polskiej, zakończony dwoma trójkątnymi językami na wolnym liku. Pośrodku długości białego pasa, mierzonej od liku przydrzewcowego do wierzchołka wcięcia między językami, jest umieszczone godło Rzeczypospolitej Polskiej. Stosunek: 10:21 | Bandera wojenna symbolizuje tradycje Marynarki Wojennej, męstwo, honor oraz gotowość załogi jednostki pływającej do obrony Ojczyzny i jej praw na morzu. Bandera podniesiona na jednostce pływającej jest znakiem przynależności tej jednostki do Marynarki Wojennej Rzeczypospolitej Polskiej.                                                                                         |
| Proporzec Marynarki Wojennej                | Proporzec Marynarki Wojennej                | Prostokątny płat tkaniny o barwach Rzeczypospolitej Polskiej. Pośrodku płata jest umieszczony krzyż kawalerski. Jego ramiona położone na białym pasie są koloru czerwonego, a ramiona położone na pasie czerwonym koloru białego. Pośrodku krzyża, w kręgu czerwonym, jest umieszczone zbrojne ramię. Stosunek: 4:5 | Proporzec Marynarki Wojennej, jako symbol męstwa i niezłomnego ducha bojowego załogi okrętu, nawiązuje do szczytnych dziejów i tradycji oręża polskiego na morzu. Proporzec Marynarki Wojennej podnosi się na okrętach wojennych. Podnoszony podczas niedziel, świąt oraz z powodu innych specjalnych okazji; podczas przebywania na obcych wodach terytorialnych wznoszony codziennie. |
| Flaga Marynarki Wojennej                    | Flaga Marynarki Wojennej                    | Prostokątny płat tkaniny czerwonej o barwie Rzeczypospolitej Polskiej, zakończony dwoma trójkątnymi językami na wolnym liku. Pośrodku płata flagi jest umieszczony wizerunek Orła Marynarki Wojennej. Stosunek: 10:21 | Flaga Marynarki Wojennej Rzeczypospolitej Polskiej jest jej znakiem honorowym. Uroczyste podniesienie flagi ma miejsce podczas wojskowych świąt; wizyt wysokich władz cywilnych, wojskowych lub przedstawicieli innych państw. Wznoszona razem z flagami pozostałych rodzajów Sił Zbrojnych w dniu 15 sierpnia, z okazji uroczystości przy Grobie Nieznanego Żołnierza w Warszawie.     |
| Znak dowódcy okrętu                         | Znak dowódcy okrętu                         | Wstęga o barwach Rzeczypospolitej Polskiej, zakończona dwoma trójkątnymi językami na wolnym liku. Przy przednim liku jest umieszczony krzyż kawalerski. Jego ramiona położone na białym pasie są koloru czerwonego, a ramiona położone na pasie czerwonym koloru białego. Stosunek: 1:25 | Znak dowódcy okrętu symbolizuje tradycje Marynarki Wojennej oraz oznacza, że okręt jest dowodzony przez oficera Marynarki Wojennej i znajduje się w kampanii. |
| Bandera jednostek pomocniczych MW           | Bandera jednostek pomocniczych MW           | Prostokątny płat tkaniny barwy niebieskiej. W górnym rogu płata, przy liku przydrzewcowym, jest umieszczony wizerunek bandery wojennej. Stosunek: 3:5 | Jednostki pływające, nieuprawnione do używania bandery wojennej, podnoszą w jej miejsce banderę jednostek pomocniczych Marynarki Wojennej. |
| Flaga lotnisk (lądowisk) Marynarki Wojennej | Flaga lotnisk (lądowisk) Marynarki Wojennej | Prostokątny płat tkaniny o barwach Rzeczypospolitej Polskiej. Pośrodku białego pasa jest umieszczone godło Rzeczypospolitej Polskiej. W części białego pasa, pomiędzy godłem Rzeczypospolitej Polskiej a brzegiem przydrzewcowym, jest umieszczona szachownica lotnicza. Na pasie czerwonym pod szachownicą jest umieszczona kotwica koloru białego, przepleciona liną kotwiczną zwiniętą w kształcie litery „S”. Stosunek: 5:8 | Flagę lotnisk (lądowisk) Marynarki Wojennej podnosi się przy stanowisku dowodzenia na stałych i polowych lotniskach (lądowiskach) Marynarki Wojennej. |

#### Flagi używane w Marynarce Wojennej
| Wygląd                           | Nazwa                            | Konstrukcja | Użycie |
| -------------------------------- | -------------------------------- | --- | --- |
| Flaga Dowódcy Marynarki Wojennej | Flaga dowódcy Marynarki Wojennej | Prostokątny płat tkaniny o barwach Rzeczypospolitej Polskiej, zakończony dwoma trójkątnymi językami na wolnym liku. Pośrodku długości białego pasa, mierzonej od liku przydrzewcowego do wierzchołka wcięcia między językami, jest umieszczone godło Rzeczypospolitej Polskiej. Pośrodku długości czerwonego pasa, pod godłem Rzeczypospolitej Polskiej, jest umieszczona kotwica koloru białego z liną kotwiczną zwiniętą w kształcie litery „S”. Stosunek: 5:6                                                     | Flagi Dowódcy Marynarki Wojennej, admirała, admirała floty, wiceadmirała, kontradmirała, generałów oraz proporczyki Szefa Sztabu Marynarki Wojennej, dowódcy flotylli, dowódcy dywizjonu, dowódcy grupy podnosi się na okręcie wojennym lub jednostce pomocniczej Marynarki Wojennej, na których osoby honorowane tymi znakami przebywają oficjalnie. |
| Flaga admirała                   | Flaga admirała                   | Prostokątny płat tkaniny o barwach Rzeczypospolitej Polskiej, zakończony dwoma trójkątnymi językami na wolnym liku. Pośrodku długości białego pasa, mierzonej od liku przydrzewcowego do wierzchołka wcięcia między językami, jest umieszczone godło Rzeczypospolitej Polskiej. Na czerwonym pasie, w pobliżu liku przydrzewcowego, są umieszczone cztery gwiazdy pięcioramienne koloru białego, ułożone w romb. Stosunek: 5:6                                                                                       | Flagi Dowódcy Marynarki Wojennej, admirała, admirała floty, wiceadmirała, kontradmirała, generałów oraz proporczyki Szefa Sztabu Marynarki Wojennej, dowódcy flotylli, dowódcy dywizjonu, dowódcy grupy podnosi się na okręcie wojennym lub jednostce pomocniczej Marynarki Wojennej, na których osoby honorowane tymi znakami przebywają oficjalnie. |
| Flaga admirała floty             | Flaga admirała floty             | Prostokątny płat tkaniny o barwach Rzeczypospolitej Polskiej, zakończony dwoma trójkątnymi językami na wolnym liku. Pośrodku długości białego pasa, mierzonej od liku przydrzewcowego do wierzchołka wcięcia między językami, jest umieszczone godło Rzeczypospolitej Polskiej. Na czerwonym pasie, w pobliżu liku przydrzewcowego, są umieszczone trzy gwiazdy pięcioramienne koloru białego, ułożone w trójkąt równoboczny w taki sposób, aby dwie z nich były w jednakowej odległości od tego liku. Stosunek: 5:6 | Flagi Dowódcy Marynarki Wojennej, admirała, admirała floty, wiceadmirała, kontradmirała, generałów oraz proporczyki Szefa Sztabu Marynarki Wojennej, dowódcy flotylli, dowódcy dywizjonu, dowódcy grupy podnosi się na okręcie wojennym lub jednostce pomocniczej Marynarki Wojennej, na których osoby honorowane tymi znakami przebywają oficjalnie. |
| Flaga wiceadmirała               | Flaga wiceadmirała               | Prostokątny płat tkaniny o barwach Rzeczypospolitej Polskiej, zakończony dwoma trójkątnymi językami na wolnym liku. Pośrodku długości białego pasa, mierzonej od liku przydrzewcowego do wierzchołka wcięcia między językami, jest umieszczone godło Rzeczypospolitej Polskiej. Na czerwonym pasie, w pobliżu liku przydrzewcowego, w jednakowej odległości od tego liku, są umieszczone dwie gwiazdy pięciopromienne koloru białego. Stosunek: 5:6                                                                  | Flagi Dowódcy Marynarki Wojennej, admirała, admirała floty, wiceadmirała, kontradmirała, generałów oraz proporczyki Szefa Sztabu Marynarki Wojennej, dowódcy flotylli, dowódcy dywizjonu, dowódcy grupy podnosi się na okręcie wojennym lub jednostce pomocniczej Marynarki Wojennej, na których osoby honorowane tymi znakami przebywają oficjalnie. |
| Flaga kontradmirała              | Flaga kontradmirała              | Prostokątny płat tkaniny o barwach Rzeczypospolitej Polskiej, zakończony dwoma trójkątnymi językami na wolnym liku. Pośrodku długości białego pasa, mierzonej od liku przydrzewcowego do wierzchołka wcięcia między językami, jest umieszczone godło Rzeczypospolitej Polskiej. Na czerwonym pasie, w pobliżu liku przydrzewcowego, jest umieszczona pośrodku gwiazda pięciopromienna koloru białego. Stosunek: 5:6                                                                                                  | Flagi Dowódcy Marynarki Wojennej, admirała, admirała floty, wiceadmirała, kontradmirała, generałów oraz proporczyki Szefa Sztabu Marynarki Wojennej, dowódcy flotylli, dowódcy dywizjonu, dowódcy grupy podnosi się na okręcie wojennym lub jednostce pomocniczej Marynarki Wojennej, na których osoby honorowane tymi znakami przebywają oficjalnie. |
| Flaga generała                   | Flaga generała                   | Prostokątny płat tkaniny o barwach Rzeczypospolitej Polskiej, zakończony dwoma trójkątnymi językami na wolnym liku. Pośrodku długości białego pasa, mierzonej od liku przydrzewcowego do wierzchołka wcięcia między językami, jest umieszczone godło Rzeczypospolitej Polskiej. Pośrodku długości czerwonego pasa, pod godłem Rzeczypospolitej Polskiej, są umieszczone dwie skrzyżowane lufy armatnie, a pod nimi kula. Lufy i kula są koloru żółtego. Stosunek: 5:6                                                | Flagi Dowódcy Marynarki Wojennej, admirała, admirała floty, wiceadmirała, kontradmirała, generałów oraz proporczyki Szefa Sztabu Marynarki Wojennej, dowódcy flotylli, dowódcy dywizjonu, dowódcy grupy podnosi się na okręcie wojennym lub jednostce pomocniczej Marynarki Wojennej, na których osoby honorowane tymi znakami przebywają oficjalnie. |

#### Proporczyki używane w Marynarce Wojennej
| Wygląd                                  | Nazwa                                      | Konstrukcja | Użycie |
| --------------------------------------- | ------------------------------------------ | --- | --- |
| Pennant of the Chief of the Naval Staff | Proporczyk szefa Sztabu Marynarki Wojennej | Proporczyki z płata tkaniny o barwach Rzeczypospolitej Polskiej z godłem Rzeczypospolitej Polskiej, zakończone „jaskółczymi ogonami” o ustalonych kolorach dla Szefa Sztabu Marynarki Wojennej – czerwony; dowódcy flotylli – biały; dowódcy dywizjonu – niebieski; dowódcy grupy – zielony. | Podnoszone na okręcie lub jednostce pomocniczej Marynarki Wojennej, na których osoby honorowane tymi znakami przebywają oficjalnie. |
| Proporczyk dowódcy flotylli             | Proporczyk dowódcy flotylli                | Proporczyki z płata tkaniny o barwach Rzeczypospolitej Polskiej z godłem Rzeczypospolitej Polskiej, zakończone „jaskółczymi ogonami” o ustalonych kolorach dla Szefa Sztabu Marynarki Wojennej – czerwony; dowódcy flotylli – biały; dowódcy dywizjonu – niebieski; dowódcy grupy – zielony. | Podnoszone na okręcie lub jednostce pomocniczej Marynarki Wojennej, na których osoby honorowane tymi znakami przebywają oficjalnie. |
| Proporczyk dowódcy dywizjonu            | Proporczyk dowódcy dywizjonu               | Proporczyki z płata tkaniny o barwach Rzeczypospolitej Polskiej z godłem Rzeczypospolitej Polskiej, zakończone „jaskółczymi ogonami” o ustalonych kolorach dla Szefa Sztabu Marynarki Wojennej – czerwony; dowódcy flotylli – biały; dowódcy dywizjonu – niebieski; dowódcy grupy – zielony. | Podnoszone na okręcie lub jednostce pomocniczej Marynarki Wojennej, na których osoby honorowane tymi znakami przebywają oficjalnie. |
| Proporczyk dowódcy grupy                | Proporczyk dowódcy grupy                   | Proporczyki z płata tkaniny o barwach Rzeczypospolitej Polskiej z godłem Rzeczypospolitej Polskiej, zakończone „jaskółczymi ogonami” o ustalonych kolorach dla Szefa Sztabu Marynarki Wojennej – czerwony; dowódcy flotylli – biały; dowódcy dywizjonu – niebieski; dowódcy grupy – zielony. | Podnoszone na okręcie lub jednostce pomocniczej Marynarki Wojennej, na których osoby honorowane tymi znakami przebywają oficjalnie. |

### Siły Powietrzne
| Wygląd                              | Nazwa                               | Konstrukcja | Użycie |
| ----------------------------------- | ----------------------------------- | --- | --- |
| Flaga Sił Powietrznych              | Flaga Sił Powietrznych              | Prostokątny płat tkaniny czerwonej o barwie Rzeczypospolitej Polskiej, zakończony dwoma trójkątnymi językami na wolnym liku. Pośrodku płata flagi jest umieszczony wizerunek Orła Lotnictwa Wojskowego. Stosunek: 10:21                                                                | Flaga Sił Powietrznych Rzeczypospolitej Polskiej jest ich znakiem honorowym. Uroczyste podniesienie flagi ma miejsce podczas wojskowych świąt; wizyt wysokich władz cywilnych, wojskowych lub przedstawicieli innych państw. Wznoszona razem z flagami pozostałych rodzajów Sił Zbrojnych w dniu 15 sierpnia, z okazji uroczystości przy Grobie Nieznanego Żołnierza w Warszawie. |
| Szachownica lotnicza                | Szachownica lotnicza                | Biało-czerwona szachownica lotnicza o barwach Rzeczypospolitej Polskiej, podzielona na cztery równe pola ze skrajami o naprzemiennych barwach. | Znak wojskowy statków powietrznych. |
| Flaga lotnisk (lądowisk) wojskowych | Flaga lotnisk (lądowisk) wojskowych | Prostokątny płat tkaniny o barwach Rzeczypospolitej Polskiej. Pośrodku białego pasa jest umieszczone godło Rzeczypospolitej Polskiej. W części białego pasa, pomiędzy godłem Rzeczypospolitej Polskiej a brzegiem przydrzewcowym, jest umieszczona szachownica lotnicza. Stosunek: 5:8 | Podnoszona przy stanowisku dowodzenia na stałych i polowych lotniskach (lądowiskach) wojskowych. |

### Wojska Specjalne
| Wygląd                  | Nazwa                   | Konstrukcja | Użycie |
| ----------------------- | ----------------------- | --- | --- |
| Flaga Wojsk Specjalnych | Flaga Wojsk Specjalnych | Prostokątny płat tkaniny czerwonej o barwie Rzeczypospolitej Polskiej, zakończony dwoma trójkątnymi językami na wolnym liku. Pośrodku płata flagi jest umieszczony wizerunek Orła Wojsk Specjalnych. Stosunek: 10:21 | Flaga Sił Specjalnych Rzeczypospolitej Polskiej jest ich znakiem honorowym. Uroczyste podniesienie flagi ma miejsce podczas wojskowych świąt; wizyt wysokich władz cywilnych, wojskowych lub przedstawicieli innych państw. Wznoszona razem z flagami pozostałych rodzajów Sił Zbrojnych w dniu 15 sierpnia, z okazji uroczystości przy Grobie Nieznanego Żołnierza w Warszawie. |

## Flagi innych służb mundurowych
| Wygląd        | Nazwa                   | Konstrukcja | Użycie |
| ------------- | ----------------------- | --- | --- |
|               | Flaga Straży Granicznej | Płat tkaniny o barwach Rzeczypospolitej Polskiej w kształcie prostokąta, którego stosunek szerokości do długości wynosi 1:1,8. Pośrodku długości białego pasa umieszczone jest godło Rzeczypospolitej Polskiej. Stosunek wysokości godła do szerokości płata tkaniny wynosi 2:5. Płat tkaniny posiada zielone obramowanie, którego szerokość w stosunku do szerokości płata tkaniny wynosi 1:9. | Flaga podniesiona na jednostce pływającej Straży Granicznej jest znakiem przynależności tej jednostki do Straży Granicznej. Flagę podnoszą jednostki pływające w czasie wykonywania zadań.                               |
| Flaga Policji | Flaga Policji           | Płat tkaniny w kolorze błękitnym w kształcie prostokąta, którego stosunek szerokości do długości wynosi 1:1,8. Pośrodku prostokąta umieszczona jest gwiazda policyjna z oznaczeniem specjalistycznym jednostki pływającej Policji. Stosunek wysokości gwiazdy do szerokości płata tkaniny wynosi 3:5.                                                                                           | Flaga Policji podniesiona na jednostce pływającej Policji jest znakiem przynależności tej jednostki do Policji realizującej zadania ustawowe na morzu terytorialnym, morskich wodach wewnętrznych i wodach śródlądowych. |

## Flagi statków morskich pełniących specjalną służbę państwową
| Wygląd                                                                         | Nazwa                                                                          | Konstrukcja | Użycie |
| ------------------------------------------------------------------------------ | ------------------------------------------------------------------------------ | --- | --- |
| Flaga statku hydrograficznego i dozorczego urzędu morskiego                    | Flaga statku hydrograficznego i dozorczego urzędu morskiego                    | Prostokątny płat tkaniny o trzech poziomych pasach równoległych. Stosunek szerokości do długości flagi wynosi 5:8, a stosunek szerokości pasa przebiegającego przez środek płata do szerokości flagi wynosi 1:5; pośrodku płata znajduje się godło Rzeczypospolitej Polskiej, umieszczone na tle kotwicy w kolorze złotożółtym; pas środkowy nie dochodzi do godła na odległość równą połowie jego szerokości, po obu stronach tarczy; stosunek wysokości kotwicy wraz z rysunkiem godła do szerokości płata wynosi 3:5. Kolor pasa środkowego jest zależny od rodzaju służby pełnionej przez daną jednostkę, gdzie: - w przypadku statku hydrograficznego i dozorczego urzędu morskiego pas przebiegający przez środek płata jest koloru niebieskiego, - w przypadku statku ratowniczego oraz specjalnego statku do zwalczania zanieczyszczeń pas przebiegający przez środek płata jest koloru pomarańczowego, - w przypadku statku używanego wyłącznie do łamania lodów pas przebiegający przez środek płata jest koloru fioletowego, - w przypadku statku pilotowego pas przebiegający przez środek płata jest koloru popielatego, - w przypadku statku pożarniczego pas przebiegający przez środek płata jest koloru czerwonego, - w przypadku statku szkolnego pas przebiegający przez środek płata jest koloru czarnego, - w przypadku statku celnego pas przebiegający przez środek płata jest koloru zielonego, - w przypadku statku sanitarnego pas przebiegający przez środek płata jest koloru żółtego, - w przypadku statku telekomunikacyjnego pas przebiegający przez środek płata jest koloru brązowego. | Flagę oznaczającą pełnioną specjalną służbę państwową podnoszą statki pełniące tę służbę, tylko w czasie jej pełnienia. |
| Flaga statku ratowniczego oraz specjalnego statku do zwalczania zanieczyszczeń | Flaga statku ratowniczego oraz specjalnego statku do zwalczania zanieczyszczeń | Prostokątny płat tkaniny o trzech poziomych pasach równoległych. Stosunek szerokości do długości flagi wynosi 5:8, a stosunek szerokości pasa przebiegającego przez środek płata do szerokości flagi wynosi 1:5; pośrodku płata znajduje się godło Rzeczypospolitej Polskiej, umieszczone na tle kotwicy w kolorze złotożółtym; pas środkowy nie dochodzi do godła na odległość równą połowie jego szerokości, po obu stronach tarczy; stosunek wysokości kotwicy wraz z rysunkiem godła do szerokości płata wynosi 3:5. Kolor pasa środkowego jest zależny od rodzaju służby pełnionej przez daną jednostkę, gdzie: - w przypadku statku hydrograficznego i dozorczego urzędu morskiego pas przebiegający przez środek płata jest koloru niebieskiego, - w przypadku statku ratowniczego oraz specjalnego statku do zwalczania zanieczyszczeń pas przebiegający przez środek płata jest koloru pomarańczowego, - w przypadku statku używanego wyłącznie do łamania lodów pas przebiegający przez środek płata jest koloru fioletowego, - w przypadku statku pilotowego pas przebiegający przez środek płata jest koloru popielatego, - w przypadku statku pożarniczego pas przebiegający przez środek płata jest koloru czerwonego, - w przypadku statku szkolnego pas przebiegający przez środek płata jest koloru czarnego, - w przypadku statku celnego pas przebiegający przez środek płata jest koloru zielonego, - w przypadku statku sanitarnego pas przebiegający przez środek płata jest koloru żółtego, - w przypadku statku telekomunikacyjnego pas przebiegający przez środek płata jest koloru brązowego. | Flagę oznaczającą pełnioną specjalną służbę państwową podnoszą statki pełniące tę służbę, tylko w czasie jej pełnienia. |
| Flaga statku używanego wyłącznie do łamania lodów                              | Flaga statku używanego wyłącznie do łamania lodów                              | Prostokątny płat tkaniny o trzech poziomych pasach równoległych. Stosunek szerokości do długości flagi wynosi 5:8, a stosunek szerokości pasa przebiegającego przez środek płata do szerokości flagi wynosi 1:5; pośrodku płata znajduje się godło Rzeczypospolitej Polskiej, umieszczone na tle kotwicy w kolorze złotożółtym; pas środkowy nie dochodzi do godła na odległość równą połowie jego szerokości, po obu stronach tarczy; stosunek wysokości kotwicy wraz z rysunkiem godła do szerokości płata wynosi 3:5. Kolor pasa środkowego jest zależny od rodzaju służby pełnionej przez daną jednostkę, gdzie: - w przypadku statku hydrograficznego i dozorczego urzędu morskiego pas przebiegający przez środek płata jest koloru niebieskiego, - w przypadku statku ratowniczego oraz specjalnego statku do zwalczania zanieczyszczeń pas przebiegający przez środek płata jest koloru pomarańczowego, - w przypadku statku używanego wyłącznie do łamania lodów pas przebiegający przez środek płata jest koloru fioletowego, - w przypadku statku pilotowego pas przebiegający przez środek płata jest koloru popielatego, - w przypadku statku pożarniczego pas przebiegający przez środek płata jest koloru czerwonego, - w przypadku statku szkolnego pas przebiegający przez środek płata jest koloru czarnego, - w przypadku statku celnego pas przebiegający przez środek płata jest koloru zielonego, - w przypadku statku sanitarnego pas przebiegający przez środek płata jest koloru żółtego, - w przypadku statku telekomunikacyjnego pas przebiegający przez środek płata jest koloru brązowego. | Flagę oznaczającą pełnioną specjalną służbę państwową podnoszą statki pełniące tę służbę, tylko w czasie jej pełnienia. |
| Flaga statku pilotowego                                                        | Flaga statku pilotowego                                                        | Prostokątny płat tkaniny o trzech poziomych pasach równoległych. Stosunek szerokości do długości flagi wynosi 5:8, a stosunek szerokości pasa przebiegającego przez środek płata do szerokości flagi wynosi 1:5; pośrodku płata znajduje się godło Rzeczypospolitej Polskiej, umieszczone na tle kotwicy w kolorze złotożółtym; pas środkowy nie dochodzi do godła na odległość równą połowie jego szerokości, po obu stronach tarczy; stosunek wysokości kotwicy wraz z rysunkiem godła do szerokości płata wynosi 3:5. Kolor pasa środkowego jest zależny od rodzaju służby pełnionej przez daną jednostkę, gdzie: - w przypadku statku hydrograficznego i dozorczego urzędu morskiego pas przebiegający przez środek płata jest koloru niebieskiego, - w przypadku statku ratowniczego oraz specjalnego statku do zwalczania zanieczyszczeń pas przebiegający przez środek płata jest koloru pomarańczowego, - w przypadku statku używanego wyłącznie do łamania lodów pas przebiegający przez środek płata jest koloru fioletowego, - w przypadku statku pilotowego pas przebiegający przez środek płata jest koloru popielatego, - w przypadku statku pożarniczego pas przebiegający przez środek płata jest koloru czerwonego, - w przypadku statku szkolnego pas przebiegający przez środek płata jest koloru czarnego, - w przypadku statku celnego pas przebiegający przez środek płata jest koloru zielonego, - w przypadku statku sanitarnego pas przebiegający przez środek płata jest koloru żółtego, - w przypadku statku telekomunikacyjnego pas przebiegający przez środek płata jest koloru brązowego. | Flagę oznaczającą pełnioną specjalną służbę państwową podnoszą statki pełniące tę służbę, tylko w czasie jej pełnienia. |
| Flaga statku pożarniczego                                                      | Flaga statku pożarniczego                                                      | Prostokątny płat tkaniny o trzech poziomych pasach równoległych. Stosunek szerokości do długości flagi wynosi 5:8, a stosunek szerokości pasa przebiegającego przez środek płata do szerokości flagi wynosi 1:5; pośrodku płata znajduje się godło Rzeczypospolitej Polskiej, umieszczone na tle kotwicy w kolorze złotożółtym; pas środkowy nie dochodzi do godła na odległość równą połowie jego szerokości, po obu stronach tarczy; stosunek wysokości kotwicy wraz z rysunkiem godła do szerokości płata wynosi 3:5. Kolor pasa środkowego jest zależny od rodzaju służby pełnionej przez daną jednostkę, gdzie: - w przypadku statku hydrograficznego i dozorczego urzędu morskiego pas przebiegający przez środek płata jest koloru niebieskiego, - w przypadku statku ratowniczego oraz specjalnego statku do zwalczania zanieczyszczeń pas przebiegający przez środek płata jest koloru pomarańczowego, - w przypadku statku używanego wyłącznie do łamania lodów pas przebiegający przez środek płata jest koloru fioletowego, - w przypadku statku pilotowego pas przebiegający przez środek płata jest koloru popielatego, - w przypadku statku pożarniczego pas przebiegający przez środek płata jest koloru czerwonego, - w przypadku statku szkolnego pas przebiegający przez środek płata jest koloru czarnego, - w przypadku statku celnego pas przebiegający przez środek płata jest koloru zielonego, - w przypadku statku sanitarnego pas przebiegający przez środek płata jest koloru żółtego, - w przypadku statku telekomunikacyjnego pas przebiegający przez środek płata jest koloru brązowego. | Flagę oznaczającą pełnioną specjalną służbę państwową podnoszą statki pełniące tę służbę, tylko w czasie jej pełnienia. |
| Flaga statku szkolnego                                                         | Flaga statku szkolnego                                                         | Prostokątny płat tkaniny o trzech poziomych pasach równoległych. Stosunek szerokości do długości flagi wynosi 5:8, a stosunek szerokości pasa przebiegającego przez środek płata do szerokości flagi wynosi 1:5; pośrodku płata znajduje się godło Rzeczypospolitej Polskiej, umieszczone na tle kotwicy w kolorze złotożółtym; pas środkowy nie dochodzi do godła na odległość równą połowie jego szerokości, po obu stronach tarczy; stosunek wysokości kotwicy wraz z rysunkiem godła do szerokości płata wynosi 3:5. Kolor pasa środkowego jest zależny od rodzaju służby pełnionej przez daną jednostkę, gdzie: - w przypadku statku hydrograficznego i dozorczego urzędu morskiego pas przebiegający przez środek płata jest koloru niebieskiego, - w przypadku statku ratowniczego oraz specjalnego statku do zwalczania zanieczyszczeń pas przebiegający przez środek płata jest koloru pomarańczowego, - w przypadku statku używanego wyłącznie do łamania lodów pas przebiegający przez środek płata jest koloru fioletowego, - w przypadku statku pilotowego pas przebiegający przez środek płata jest koloru popielatego, - w przypadku statku pożarniczego pas przebiegający przez środek płata jest koloru czerwonego, - w przypadku statku szkolnego pas przebiegający przez środek płata jest koloru czarnego, - w przypadku statku celnego pas przebiegający przez środek płata jest koloru zielonego, - w przypadku statku sanitarnego pas przebiegający przez środek płata jest koloru żółtego, - w przypadku statku telekomunikacyjnego pas przebiegający przez środek płata jest koloru brązowego. | Flagę oznaczającą pełnioną specjalną służbę państwową podnoszą statki pełniące tę służbę, tylko w czasie jej pełnienia. |
| Flaga statku celnego                                                           | Flaga statku celnego                                                           | Prostokątny płat tkaniny o trzech poziomych pasach równoległych. Stosunek szerokości do długości flagi wynosi 5:8, a stosunek szerokości pasa przebiegającego przez środek płata do szerokości flagi wynosi 1:5; pośrodku płata znajduje się godło Rzeczypospolitej Polskiej, umieszczone na tle kotwicy w kolorze złotożółtym; pas środkowy nie dochodzi do godła na odległość równą połowie jego szerokości, po obu stronach tarczy; stosunek wysokości kotwicy wraz z rysunkiem godła do szerokości płata wynosi 3:5. Kolor pasa środkowego jest zależny od rodzaju służby pełnionej przez daną jednostkę, gdzie: - w przypadku statku hydrograficznego i dozorczego urzędu morskiego pas przebiegający przez środek płata jest koloru niebieskiego, - w przypadku statku ratowniczego oraz specjalnego statku do zwalczania zanieczyszczeń pas przebiegający przez środek płata jest koloru pomarańczowego, - w przypadku statku używanego wyłącznie do łamania lodów pas przebiegający przez środek płata jest koloru fioletowego, - w przypadku statku pilotowego pas przebiegający przez środek płata jest koloru popielatego, - w przypadku statku pożarniczego pas przebiegający przez środek płata jest koloru czerwonego, - w przypadku statku szkolnego pas przebiegający przez środek płata jest koloru czarnego, - w przypadku statku celnego pas przebiegający przez środek płata jest koloru zielonego, - w przypadku statku sanitarnego pas przebiegający przez środek płata jest koloru żółtego, - w przypadku statku telekomunikacyjnego pas przebiegający przez środek płata jest koloru brązowego. | Flagę oznaczającą pełnioną specjalną służbę państwową podnoszą statki pełniące tę służbę, tylko w czasie jej pełnienia. |
| Flaga statku sanitarnego                                                       | Flaga statku sanitarnego                                                       | Prostokątny płat tkaniny o trzech poziomych pasach równoległych. Stosunek szerokości do długości flagi wynosi 5:8, a stosunek szerokości pasa przebiegającego przez środek płata do szerokości flagi wynosi 1:5; pośrodku płata znajduje się godło Rzeczypospolitej Polskiej, umieszczone na tle kotwicy w kolorze złotożółtym; pas środkowy nie dochodzi do godła na odległość równą połowie jego szerokości, po obu stronach tarczy; stosunek wysokości kotwicy wraz z rysunkiem godła do szerokości płata wynosi 3:5. Kolor pasa środkowego jest zależny od rodzaju służby pełnionej przez daną jednostkę, gdzie: - w przypadku statku hydrograficznego i dozorczego urzędu morskiego pas przebiegający przez środek płata jest koloru niebieskiego, - w przypadku statku ratowniczego oraz specjalnego statku do zwalczania zanieczyszczeń pas przebiegający przez środek płata jest koloru pomarańczowego, - w przypadku statku używanego wyłącznie do łamania lodów pas przebiegający przez środek płata jest koloru fioletowego, - w przypadku statku pilotowego pas przebiegający przez środek płata jest koloru popielatego, - w przypadku statku pożarniczego pas przebiegający przez środek płata jest koloru czerwonego, - w przypadku statku szkolnego pas przebiegający przez środek płata jest koloru czarnego, - w przypadku statku celnego pas przebiegający przez środek płata jest koloru zielonego, - w przypadku statku sanitarnego pas przebiegający przez środek płata jest koloru żółtego, - w przypadku statku telekomunikacyjnego pas przebiegający przez środek płata jest koloru brązowego. | Flagę oznaczającą pełnioną specjalną służbę państwową podnoszą statki pełniące tę służbę, tylko w czasie jej pełnienia. |
| Flaga statku telekomunikacyjnego                                               | Flaga statku telekomunikacyjnego                                               | Prostokątny płat tkaniny o trzech poziomych pasach równoległych. Stosunek szerokości do długości flagi wynosi 5:8, a stosunek szerokości pasa przebiegającego przez środek płata do szerokości flagi wynosi 1:5; pośrodku płata znajduje się godło Rzeczypospolitej Polskiej, umieszczone na tle kotwicy w kolorze złotożółtym; pas środkowy nie dochodzi do godła na odległość równą połowie jego szerokości, po obu stronach tarczy; stosunek wysokości kotwicy wraz z rysunkiem godła do szerokości płata wynosi 3:5. Kolor pasa środkowego jest zależny od rodzaju służby pełnionej przez daną jednostkę, gdzie: - w przypadku statku hydrograficznego i dozorczego urzędu morskiego pas przebiegający przez środek płata jest koloru niebieskiego, - w przypadku statku ratowniczego oraz specjalnego statku do zwalczania zanieczyszczeń pas przebiegający przez środek płata jest koloru pomarańczowego, - w przypadku statku używanego wyłącznie do łamania lodów pas przebiegający przez środek płata jest koloru fioletowego, - w przypadku statku pilotowego pas przebiegający przez środek płata jest koloru popielatego, - w przypadku statku pożarniczego pas przebiegający przez środek płata jest koloru czerwonego, - w przypadku statku szkolnego pas przebiegający przez środek płata jest koloru czarnego, - w przypadku statku celnego pas przebiegający przez środek płata jest koloru zielonego, - w przypadku statku sanitarnego pas przebiegający przez środek płata jest koloru żółtego, - w przypadku statku telekomunikacyjnego pas przebiegający przez środek płata jest koloru brązowego. | Flagę oznaczającą pełnioną specjalną służbę państwową podnoszą statki pełniące tę służbę, tylko w czasie jej pełnienia. |

## Flagi historyczne
| Wygląd                                                                                | Nazwa                                                                | Lata używania | Opis |
| ------------------------------------------------------------------------------------- | -------------------------------------------------------------------- | ------------- | --- |
| Flaga Królestwo Polskiego (Kongresowego)                                              | Flaga Królestwa Polskiego (Kongresowego)                             | 1815–1830     | Cesarska chorągiew (sztandar) Królestwa Polskiego [Kongresowego] używana na lądzie. |
| Bandera rufowa wiślanej wojennej flotylli rzecznej Królestwo Polskiego (Kongresowego) | Bandera wojenna flotylli wiślanej Królestwa Polskiego (Kongresowego) | do 1833       | Bandera rufowa wiślanej wojennej flotylli rzecznej Królestwa Polskiego do 1833 roku. |
| Flaga Powstania Styczniowego                                                          | Flaga powstania styczniowego                                         | 1863–1864     | W powstaniu styczniowym używane były różne flagi (także biało-czerwone). Jednak w gronie szerzej stosowanych znajdowały się flagi biało-karmazynowo-granatowe, jako flagi rewolucyjne i demokratyczne, których barwy nawiązywały do rewolucyjnych kolorów Francji, ale odcień czerwieni i koloru niebieskiego miał podkreślać ich narodowy charakter. Na flagach umieszczano herb Rzeczypospolitej ustanowiony przez władze powstańcze. |
| Flaga Powstania Wielkopolskiego                                                       | Chorągiew powstania wielkopolskiego                                  | 1918-1919     | W trakcie powstania wielkopolskiego powstało i stosowano wiele wariantów flag oraz chorągwi z białym orłem na czerwonym tle, natomiast ta wersja (z dodaną koroną), zaprojektowana 27 grudnia 1918 roku przez Bolesława Lewańskiego i Kazimierę Garstecką, została później zaadaptowana jako sztandar upamiętniający powstanie. |

### Bandery historyczne
| Wygląd             | Nazwa                                                                                   | Lata używania | Opis |
| ------------------ | --------------------------------------------------------------------------------------- | ------------- | --- |
|                    | Polska bandera z XVI wieku (wygląd prawdopodobny)                                       | XVI wiek      | Najstarszy zachowany wizerunek polskiej bandery. Powstał na podstawie obrazu Okręt Kościoła. Do końca nie wiadomo czy wizerunek oparty jest na rzeczywistej banderze, czy powstał w wyobraźni malarza, choć z całą pewnością w momencie powstawania obrazu (w drugiej poł. XVI wieku) istniała polska bandera z widniejącym na niej Orłem Białym. |
| Proporzec kaperski | Proporzec kaperski; Proporzec bojowy                                                    |               | Znak używany w XVI wieku przez królewskich kaprów (polskich korsarzy), później także przez okręty wojenne polskiej floty (np. w bitwie pod Oliwą, 1627). Istniały także wersje, w których ramię z tasakiem marynarskim wysuwało się z obłoku. |
|                    | Wzór bandery opracowany przez polskich marynarzy z przeznaczeniem dla okrętów wojennych | 1918          | Bandera podniesiona w roku 1918 przez statek Polonia. Później zmieniona. |
|                    | Bandera statku Polonia                                                                  | 1918–1920     | |

### II Rzeczpospolita
| Wygląd                                 | Nazwa                                  | Lata używania                                    | Opis |
| -------------------------------------- | -------------------------------------- | ------------------------------------------------ | --- |
| Flaga Polski                           | Flaga Polski                           | 1919–obecnie                                     | Zatwierdzona przez Sejm 1 sierpnia 1919. Flaga i ustalone proporcje flagi (5:8) obowiązują do dzisiaj. Urzędowa broszura z 1921 przedstawiała czerwień na fladze o odcieniu karmazynowym.                                                                                         |
| Flaga Polski                           | Flaga Polski                           | 1919–1930                                        | Zatwierdzona przez Sejm 1 sierpnia 1919. Na lądzie – flaga poselstw i konsulatów używana za granicą. Na morzu – bandera handlowa. |
| Flaga poselstw i konsulatów za granicą | Flaga poselstw i konsulatów za granicą | 1927–1944 (przez Rząd RP na uchodźstwie do 1990) | W grudniu 1927 zmieniono rysunek Orła Białego w herbie Polski i ustalono, że czerwień ma mieć odcień cynobru (dotyczy to także innych flag). Flaga zniesiona przez komunistyczne władze po II wojnie światowej. Używana przez Rząd RP na uchodźstwie i przez Polonię amerykańską. |

### Polska Rzeczpospolita Ludowa
| Wygląd                 | Nazwa                  | Lata używania | Opis                                                                                             |
| ---------------------- | ---------------------- | ------------- | ------------------------------------------------------------------------------------------------ |
| Flaga państwowa Polski | Flaga państwowa Polski | 1944–1980     | Odcień czerwieni – cynober zmieniony w 1980 na ustalony według współrzędnych trójchromatycznych. |
| Flaga państwowa Polski | Flaga państwowa Polski | 1944–1980     | Używana za granicą jako flaga przedstawicielstw dyplomatycznych.                                 |

#### Bandery i flagi Marynarki WojennejPRL
| Wygląd                                          | Nazwa                                           | Lata używania | Opis |
| ----------------------------------------------- | ----------------------------------------------- | ------------- | --- |
| Bandera wojenna                                 | Bandera wojenna                                 |               | |
| Bandera wojsk obrony ogranicza                  | Bandera Wojsk Obrony Pogranicza                 | 1953–1990     | |
| Proporzec Marynarki Wojennej                    | Proporzec Marynarki Wojennej                    | 1946–1955     | |
| Flaga Jednostek Nadbrzeżnych Marynarki Wojennej | Flaga Jednostek Nadbrzeżnych Marynarki Wojennej | 1961–1990     | Powstała w 1955; pierwotnie miała służyć jako proporzec Marynarki Wojennej. Ostatecznie nie była używana w tym celu. |
| Proporzec Marynarki Wojennej                    | Proporzec Marynarki Wojennej                    | 1927–1939     | |
| Bandera pomocniczych jednostek pływających      | Bandera pomocniczych jednostek pływających      | 1955–1993     | |
| Flaga lotnisk i lądowisk Marynarki Wojennej     | Flaga lotnisk i lądowisk Marynarki Wojennej     |               | |

### Bandery i flagi Marynarki Wojennej RP w latach 1928–1939/1945
| Wygląd                                       | Nazwa                                        | Lata używania                   | Opis |
| -------------------------------------------- | -------------------------------------------- | ------------------------------- | ---- |
| Bandera wojenna                              | Bandera wojenna                              | 1928–1945                       |      |
| Flaga wojskowych statków żeglugi śródlądowej | Flaga wojskowych statków żeglugi śródlądowej | 1930–1938                       |      |
| Flaga wojskowych statków żeglugi śródlądowej | Flaga wojskowych statków żeglugi śródlądowej | 1938–1939                       |      |
| Proporzec Marynarki Wojennej                 | Proporzec Marynarki Wojennej                 | 1919–1939, 1939–1946, 1955–1993 |      |
| Znak dowódcy okrętu                          | Znak dowódcy okrętu                          |                                 |      |

#### Flagi rangowe i funkcyjne
| Wygląd                                      | Nazwa                                       | Lata używania | Opis |
| ------------------------------------------- | ------------------------------------------- | ------------- | ---- |
| Flaga Ministra Spraw Wojskowych             | Flaga Ministra Spraw Wojskowych             | 1928-1945     |      |
| Flaga szefa kierownictwa Marynarki Wojennej | Flaga szefa kierownictwa Marynarki Wojennej | 1928-1945     |      |
|                                             | Flaga Generała                              | 1928-1945     |      |
| Flaga Generalnego Inspektora Sił Zbrojnych  | Flaga Generalnego Inspektora Sił Zbrojnych  | 1937-1939     |      |

#### Proporczyki
| Wygląd                             | Nazwa                                           | Lata używania | Opis |
| ---------------------------------- | ----------------------------------------------- | ------------- | ---- |
|                                    | Proporczyk prezydenta Rzeczypospolitej Polskiej | 1928-1945     |      |
|                                    | Proporczyk komandora                            | 1928-1945     |      |
| Proporczyk dowódcy flotylli        | Proporczyk dowódcy flotylli                     | 1928-1945     |      |
| Proporczyk dowódcy obrony wybrzeża | Proporczyk dowódcy obrony wybrzeża              | 1928-1945     |      |
| Proporczyk dowódcy dywizjonu       | Proporczyk dowódcy dywizjonu                    | 1928-1945     |      |

### Historyczne flagi lotnictwa
| Wygląd                                            | Nazwa                                                      | Lata używania | Opis |
| ------------------------------------------------- | ---------------------------------------------------------- | ------------- | --- |
| Flaga aeronautyczna                               | Flaga aeronautyczna                                        | 1920-1928     | |
|                                                   | Flaga wojskowych portów lotniczych                         | 1930-1938     | |
|                                                   | Flaga balonowa                                             | 1930-1938     | Wprowadzona na podstawie rozporządzenia prezydenta Rzeczypospolitej Polskiej z dnia 1 marca 1930. Zawieszana na osprzęcie linowym każdego wzlatującego balonu wojsk balonowych. Używana od 13 marca 1930 do 28 stycznia 1938. |
|                                                   | Flaga wojskowych portów lotniczych Wojskowa flaga balonowa | 1938-1945     | |
| Flaga lotnictwa wojskowego                        | Flaga lotnictwa wojskowego                                 | 1955-1959     | |
| Flaga lotnictwa wojskowego                        | Flaga lotnictwa wojskowego                                 | 1959-1980     | |
| Flaga lotnictwa Morskiego Wojsk Obrony Pogranicza | Flaga lotnictwa Morskiego Wojsk Obrony Pogranicza          | 1959-1980     | |
| Flaga lotnisk i lądowisk Marynarki Wojennej       | Flaga lotnisk i lądowisk Marynarki Wojennej                | 1959-1980     | |

#### Szachownica lotnicza
| Wygląd                  | Nazwa                                  | Lata używania | Opis |
| ----------------------- | -------------------------------------- | ------------- | ---- |
| Szachownica lotnicza    | Szachownica lotnicza                   | 1918-1921     |      |
| Szachownica lotnicza    | Szachownica lotnicza                   | 1921-1993     |      |
| Szachownica lotnicza    | Szachownica lotnicza                   | od 1993       |      |
| Szachownica lotnicza SG | Szachownica lotnicza Straży Granicznej | od 2000 (?)   |      |